# Liste des chapitres de Kurokami
Cet article est un complément de l’article sur le manga Kurokami. Il contient la liste des volumes du manga parus en presse du tome 1 au tome 19, avec les chapitres qu’ils contiennent.

## Volumes reliés

### Tomes 1 à 10
| no | Japonais          | Japonais          | Français         | Français          |
| no | Date de sortie    | ISBN              | Date de sortie   | ISBN              |
| --- | ----------------- | ----------------- | ---------------- | ----------------- |
| 1 | 25 mai 2005       | 978-4-7575-1443-0 | 28 février 2008  | 978-2-35592-003-5 |
| Liste des chapitres : - Destin 01 : Rencontre - Inspiration - Destin 02 : Pacte - Confusion - Destin 03 : Synchronisation - Affrontement - Destin 04 : Prête à mourir - Conseil - Destin 05 : Victoire - Consentement - Hors série |                   |                   |                  |                   |
| 2 | 24 septembre 2005 | 978-4-7575-1528-4 | 24 avril 2008    | 978-2-35592-008-0 |
| Liste des chapitres : - Destin 06 : Contact - Tests - Destin 07 : Croisée - Opportunité - Destin 08 : Exaspération - Encouragement - Destin 09 : Choc - Rupture - Destin 10 : Dépassement - Partage - Destin 11 : Exécution - Effort - Destin 12 : Répit - Entraînement - Destin 13 : Deuil - Témoin |                   |                   |                  |                   |
| 3 | 25 mars 2006      | 978-4-7575-1644-1 | 26 juin 2008     | 978-2-35592-015-8 |
| Liste des chapitres : Chapitres - Destin 14 : Culpabilité - Méprise - Destin 15 : Contact - Avertissement - Destin 16 : Esprits- À l'unisson - Destin 17 : Désorientation - Stupéfaction - Destin 18 : Prédestination - Résolution - Destin 19 : Satisfaction - Atermoiements - Destin 20 : Entrave - Défense désespérée - Destin 21 : Départ - Enseignement - Hors-série : L'après-midi d'Akane        |                   |                   |                  |                   |
| 4 | 25 juillet 2006   | 978-4-7575-1724-0 | 21 août 2008     | 978-2-35592-025-7 |
| Liste des chapitres : - Destin 22 : Tourisme - Nostalgie - Destin 23 : Sauvetage - Activation - Destin 24 : Erreur sur la personne - Retrouvailles - Destin 25 : Perspicacité - Couardise - Destin 26 : Courant contraire - Échoués - Destin 27 : Recherche - Vu du ciel - Destin 28 : Territoire sacré - Artefact sacré - Destin 29 : Natation - Rencontre inattendue                                  |                   |                   |                  |                   |
| 5 | 25 janvier 2007   | 978-4-7575-1913-8 | 23 octobre 2008  | 978-2-35592-036-3 |
| Liste des chapitres : - Destin 30 : Tourment - Mélancolie - Destin 31 : Insistance - Impatience - Destin 32 : Ravissement - Compréhension - Destin 33 : Enquête -Détresse - Destin 34 : Percé à jour - Rejet - Destin 35 : Situation critique - Remémoration - Destin 36 : Clan - Aveu - Hors-série : La jeunesse d'Akane                                                                               |                   |                   |                  |                   |
| 6 | 25 juin 2007      | 978-4-7575-2017-2 | 11 décembre 2008 | 978-2-35592-044-8 |
| Liste des chapitres : - Destin 37 : Le lion d'or au crépuscule 1 - Destin 38 : Le lion d'or au crépuscule 2 - Destin 39 : Le lion d'or au crépuscule 3 - Destin 40 : Le lion d'or au crépuscule 4 - Destin 41 : L'affrontement des dieux - Destin 42 : Remerciements - Gêne - Destin 43 : Rancœur - Soulagement - Hors-série : La mélancolie d'Akane                                                    |                   |                   |                  |                   |
| 7 | 25 décembre 2007  | 978-4-7575-2184-1 | 26 février 2009  | 978-2-35592-052-3 |
| Liste des chapitres : - Destin 44 : Chute - Effroi - Destin 45 : Absorption - Séparation - Destin 46 : Rétablissement - Étoile filante - Destin 47 : Écoute - Coup de pied - Destin 48 : Réprimande - Critique - Destin 49 : Exécration - Affection - Destin 50 : Malaise - Épuisement - Hors-série : Cents ans d'amour                                                                                 |                   |                   |                  |                   |
| 8 | 24 mai 2008       | 978-4-7575-2279-4 | 23 avril 2009    | 978-2-35592-064-6 |
| Liste des chapitres : - Destin 51 : Inattention - Rage - Destin 52 : Fureur - Découragement - Destin 53 : Désespoir - Capture - Destin 54 : Supplice - Tarissement - Destin 55 : Régénération - Perte - Destin 56 : Nouvelle technique - Injection - Destin 57 : Évacuation - Retour au bercail - Destin 58 : Proposition - Anges gardiens                                                              |                   |                   |                  |                   |
| 9 | 22 décembre 2008  | 978-4-7575-2447-7 | 2 juillet 2009   | 978-2-35592-081-3 |
| Liste des chapitres : - Destin 59 : Palpitations - Détermination - Destin 60 : Signes précurseurs - Évocation - Destin 61 : Battue à plates coutures - Évanouissement - Destin 62 : Bouche bée - Saignement - Destin 63 : Fuite - Mensonge - Destin 64 : Timidité - Festin - Destin 65 : Combativité - Accord - Hors-série : Une autre histoire de Kurokami                                             |                   |                   |                  |                   |
| 10 | 25 février 2009   | 978-4-7575-2497-2 | 22 octobre 2009  | 978-2-35592-103-2 |
| Liste des chapitres : - Destin 66 : Attaque éclair - Soutien - Destin 67 : Contre-attaque - Écrasement - Destin 68 : Obstination - Étourdissement - Destin 69 : Au seuil de la mort - Impuissance - Destin 70 : Défaite - Compassion - Destin 71 : Poule mouillée - Connexion - Destin 72 : Débâcle - Emportement - Destin 73 : Lignes d'énergies - Obstacle - Hors-série : Les armes décisives d'Akane |                   |                   |                  |                   |

### Tomes 11 à 19
| no | Japonais          | Japonais          | Français        | Français          |
| no | Date de sortie    | ISBN              | Date de sortie  | ISBN              |
| --- | ----------------- | ----------------- | --------------- | ----------------- |
| 11 | 25 avril 2009     | 978-4-7575-2546-7 | 28 janvier 2010 | 978-2-35592-122-3 |
| Liste des chapitres : - Destin 74 : Tracas - Anxiété - Destin 75 : Le tigre et les ailes 1 - Destin 76 : Le tigre et les ailes 2 - Destin 77 : Le tigre et les ailes 3 - Destin 78 : Le tigre et les ailes 4 - Destin 79 : Chasteté - Égarement - Destin 80 : Attention - Prise de conscience - Destin 81 : Suicide - Résistance |                   |                   |                 |                   |
| 12 | 25 juillet 2009   | 978-4-7575-2621-1 | 25 mars 2010    | 978-2-35592-137-7 |
| Liste des chapitres : - Destin 82 : Synchronisation parfaite - Destin 83 : Circulation - Éveil - Destin 84 : Veillée - Fièvre - Destin 85 : Ventre vide - Inachèvement - Destin 86 : Déballage - Frustration - Destin 87 : Refoulement - Excuses - Destin 88 : Nouveau venu - Camaraderie - Hors-série : Une nouvelle rencontre  |                   |                   |                 |                   |
| 13 | 25 décembre 2009  | 978-4-7575-2756-0 | 24 juin 2010    | 978-2-35592-172-8 |
| Liste des chapitres : - Destin 89 : - Destin 90 : - Destin 91 : - Destin 92 : - Destin 93 : - Destin 94 : - Destin 95 : |                   |                   |                 |                   |
| 14 | 25 mai 2010       | 978-4-7575-2857-4 | 28 octobre 2010 | 978-2-35592-208-4 |
| Liste des chapitres : - Destin 96 : Remontrance - Réprimande - Destin 97 : Mana et Yuna 1 - Destin 98 : Mana et Yuna 2 - Destin 99 : Mana et Yuna 3 - Destin 100 : Mana et Yuna 4 - Destin 101 : Mana et Yuna 5 - Destin 102 : Mana et Yuna 6 - Hors-série : Une Autre Histoire de Kurokami, Episode 2                           |                   |                   |                 |                   |
| 15 | 25 septembre 2010 | 978-4-7575-3003-4 | 24 mars 2011    | 978-2-35592-252-7 |
| 16 | 25 février 2011   | 978-4-7575-3148-2 | 18 août 2011    | 978-2-35592-296-1 |
| 17 | 25 août 2011      | 978-4-7575-3343-1 | 23 février 2012 | 978-2-35592-360-9 |
| 18 | 25 janvier 2012   | 978-4-7575-3455-1 | 5 juillet 2012  | 978-2-35592-417-0 |
| 19 | 25 août 2012      | 978-4-7575-3705-7 | 24 janvier 2013 | 978-2-35592-439-2 |